# Растелли, Массимо
Массимо Растелли  (итал. Massimo Rastelli; род. 27 декабря 1968, Торре-дель-Греко, Кампания) — итальянский футболист и футбольный тренер.

## Карьера игрока
Свою карьеру футболиста Массимо Растелли начинал в клубе Серии D «Солофра» в 1987 году. В 1988 году он перешёл в «Катандзаро», что позволило ему дебютировать в Серии B. После следующего сезона в «Мантове», выступавшей тогда в Серии C1, Растелли стал в 1990 году игроком команды Серии B «Луккезе», где он провёл семь сезонов. В 1997 году он подписал контракт с «Пьяченцей» и дебютировал в Серии А, за эту команду он играл до середины 2001 года. Также в Серии А Растелли выступал за «Реджину» в сезоне 2002/03. Кроме того, он отыграл ещё несколько сезонов в Серии B: 2001/02 — за «Наполи», 2003/04 — за «Комо» и 2005/06 — за «Авеллино». Карьеру игрока он завершал в командах низших лиг, последней из которых стал «Юве Стабия» в 2009 году.

## Тренерская карьера
Свою тренерскую деятельность Массимо Растелли начал в 2009 году, возглавив команду «Юве Стабия», вылетевшую по итогам предыдущего сезона из Первого дивизиона Профессиональной лиги. Клуб под его руководством сумел с ходу выиграть группу Второго дивизиона Профессиональной лиги и с первой же попытки вернуться в третью по значимости лигу Италии. В сезоне 2010/11 Растелли возглавлял другой клуб Первого дивизиона Лиги Про «Бриндизи», который играл роль аутсайдера тогда.
В сезоне 2011/12 Растелли работал главным тренером «Портогруаро», финишировавшего в середине своей группы Первого дивизиона Лиги Про. В чемпионате 2012/13 он руководил «Авеллино», который при нём выиграл свою группу Первого дивизиона Лиги Про и тем самым добился выхода в Серию B. На новом уровне Растелли продолжить оставаться на своей должности следующие два года. 12 июня 2015 года он подписал соглашение с «Кальяри», который по итогам сезона 2015/16 выиграл Серию B и спустя год вернулся в Серию А, что позволило Растелли дебютировать в качестве тренера на высшем уровне в следующем чемпионате. 17 октября 2017 года был отправлен в отставку.
16 марта 2021 года был назначен на должность главного тренера феррарского клуба СПАЛ. Контракт подписан до 30 июня 2021 года с возможностью продления на следующий сезон.
С 31 августа 2021 года являлся наставником команды Серии B «Порденоне». Контракт был подписан до июня 2023 года. 16 октября 2021 года освобождён от должности.

## Достижения

### В качестве тренера
Кальяри
- Победитель Серии B (1): 2015/16